# Marmosa de Kalinowski
La marmosa de Kalinowski (Hyladelphys kalinowski) és una espècie d'opòssum de la família dels didèlfids. És originària del Brasil, la Guaiana Francesa, la Guaiana i el Perú. El seu hàbitat natural són els boscos humits de terres baixes tropicals o subtropicals.
És l'única espècie del gènere Hyladelphys. Fou separada del gènere Gracilinanus el 2001. Aquest tàxon fou anomenat en honor del zoòleg polonès Jan Kalinowski.